# Oblivians
The Oblivians is een invloedrijke Amerikaanse garagerock band uit Memphis, Tennessee opgericht in 1993. Al de drie bandleden spelen afwisselend (ook tijdens optredens) drums en gitaar. Ditzelfde gebeurt ook met de zang.
De band bestaat uit Greg Oblivian (Greg Cartwright), Jack Oblivian (Jack Yarber), en Eric Oblivian (Eric Friedl).
Het eerste album, Soul Food werd uitgebracht in 1995 door Crypt Records. Het album werd opgenomen in de Easley Studios (Easley McCain Recording) in Memphis.

## Albums
| Album met eventuele hitnotering(en) in de Nederlandse Album Top 100                         | Datum van verschijnen | Datum van binnenkomst | Hoogste positie | Aantal weken | Opmerkingen                                                 |
| ------------------------------------------------------------------------------------------- | --------------------- | --------------------- | --------------- | ------------ | ----------------------------------------------------------- |
| Never Enough 10" EP                                                                         | 1994                  | -                     | -               | -            | Sympathy For The Record Industry (SFTRI 304), EP            |
| Soul Food                                                                                   | 1995                  | -                     | -               | -            | Crypt Records (CR-055)                                      |
| Rock'n Roll Holiday: Live In Atlanta                                                        | 1995                  | -                     | -               | -            | Negro Records (NR 001), Livealbum                           |
| Six of the Best 10" EP                                                                      | 1995                  | -                     | -               | -            | Sympathy For The Record Industry (SFTRI 383), EP            |
| Walter Daniels Plays with Monsieur Jeffrey Evans & The Oblivians at Melissa's Garage 10" EP | 1995                  | -                     | -               | -            | Undone Records (UDR-0008-10), EP                            |
| The Sympathy Sessions                                                                       | 1996                  | -                     | -               | -            | Sympathy For The Record Industry (SFTRI 406), Verzamelalbum |
| Popular Favorites                                                                           | 1996                  | -                     | -               | -            | Crypt Records (CR-065)                                      |
| ... Play 9 Songs with Mr. Quintron                                                          | 1997                  | -                     | -               | -            | Crypt Records (CR-082)                                      |
| Best of the Worst: 93-97                                                                    | 1999                  | -                     | -               | -            | Sympathy For The Record Industry (SFTRI 584), Verzamelalbum |
| Melissa's Garage Revisited                                                                  | 1999                  | -                     | -               | -            | Sympathy For The Record Industry (SFTRI 590)                |
| On the Go LP                                                                                | 2003                  | -                     | -               | -            | Goner Records (12Gone)                                      |
| Barristers 95                                                                               | 2009                  | -                     | -               | -            | In The Red Records (ITR 182), Livealbum                     |
| Desperation                                                                                 | 2013                  | -                     | -               | -            | In The Red Records (ITR 238)                                |

Greg vormde later The Reigning Sound, en produceerde ook platen voor onder meer Mr. Airplane Man en The Deadly Snakes.
Eric Oblivian richtte Goner Records op.